# یانگ جونگین
یانگ جونگ این (زبان کره ای: 양정인؛ زادهٔ ۸ فوریهٔ ۲۰۰۱) با نام هنری آی. ان (I.N)، خوانندهٔ اهل کره جنوبی است. او وکالیست گروه موسیقی پسرانهٔ استری کیدز است.

## زندگی
جونگین به مدرسه SOPA هنرهای نمایشی سئول می‌رود و موسیقی کاربردی می‌خواند. او در هفت سالگی یک مدل کودک (Pops in Seoul) بود. او یک برادر بزرگتر و یک برادر کوچکتر از خود دارد.
مهارت به خصوص جونگین در تروت خوانی است.
دلیل علاقه او به خوانندگی این بود که بزرگترها از او می‌خواستند تروت بخواند و از آن به بعد بودن روی استیج را دوست دارد.
جونگین به مدت یک سال و نه ماه در خوابگاه زندگی می‌کرده است و به مدت دو سال در کمپانی جی وای پی کارآموز بوده.
در اوت ۲۰۱۷، (JYP Entertainment (JYPE رسماً برنامه تلویزیونی جدید این آژانس را برای راه اندازی یک گروه پسرانه اعلام کرد. عنوان این برنامه بچه‌های ولگرد (استری کیدز) بود و جونگین نیز به عنوان عضوی از این گروه در این برنامه حضور یافت.
پیش از آغاز کار رسمی گروه، در ۱۷ اکتبر، JYPE اولین موزیک ویدیوی استری کیدز را برای آهنگی با عنوان "Hellevator" منتشر کرد که بعداً به صورت تک آهنگ دیجیتالی منتشر شد.

## ترانه‌شناسی[۱۲]
| هنرمند     | ترانه              | آلبوم           | نوع همکاری         |
| ۲۰۱۸       | ۲۰۱۸               | ۲۰۱۸            | ۲۰۱۸               |
| ---------- | ------------------ | --------------- | ------------------ |
| Stray Kids | "School Life"      | Mixtape         | Writing            |
| Stray Kids | "Mixtape #1"       | I Am Not        | Writing            |
| Stray Kids | "Mixtape #2"       | I Am Who        | Writing, Composing |
| Stray Kids | "You."             | I Am You        | Writing, Composing |
| Stray Kids | "Mixtape #3"       | I Am You        | Writing, Composing |
| ۲۰۱۹       |                    |                 |                    |
| Stray Kids | "Mixtape #4"       | Clé 1: Miroh    | Writing, Composing |
| Stray Kids | "Mixtape #5"       | Clé: Levanter   | Writing, Composing |
| ۲۰۲۰       |                    |                 |                    |
| Stray Kids | "My Universe"      | In Life         | Writing            |
| ۲۰۲۱       |                    |                 |                    |
| I.N        | "Maknae On Top"    | "Maknae On Top" | Writing, Composing |
| Stray Kids | "Gone Away"        | Noeasy          | Writing, Composing |
| Stray Kids | "For You"          | SKZ 2021        | Writing, Composing |
| Stray Kids | "Hoodie Season"    | SKZ 2021        | Writing, Composing |
| Stray Kids | "Placebo"          | SKZ 2021        | Writing            |
| Stray Kids | "Broken Compass"   | SKZ 2021        | Writing, Composing |
| Stray Kids | "Behind The Light" | SKZ 2021        | Writing, Composing |
| Stray Kids | "#LOVESTAY"        | "#LOVESTAY"     | Writing            |
| ۲۰۲۲       |                    |                 |                    |
| Stray Kids | "Waiting For Us"   | Oddinary        | Writing, Composing |